# HONEY
《HONEY》是榊原由依第2張音樂專輯。於2006年9月22日由LOVE×TRAX發售。

## 收錄曲
1. HONEY
2. refrain
  - 遊戲「Blaze of Destiny」OP主題曲
3. Favorite Love
  - 遊戲「おたく☆まっしぐら」OP主題曲
4. - 遊戲「みらろま」OP主題曲
5. - 遊戲「みらろま」ED主題曲
6. You make me!
  - 遊戲「ゆ・め・く・み！～訳あり物件、妖精つき～」OP主題曲
7. Wake me up!
  - 遊戲「初恋撫子」OP主題曲
8. - 動畫「ランジェリー戦士パピヨンローゼG劇場版」ED主題曲
9. Beautiful Harmony
  - 遊戲「ぶらばん！」OP主題曲
10. - 遊戲「こんねこ」ED主題曲
11. Shining Orange
  - 遊戲「四娘物語」ED主題曲
12. Happy Birthday
13. ONE DAY
  - 遊戲「あえかなる世界の終わりに」插入曲
14. Love＋2♪song English ver.(DJ SHIMAMURA's HARDCORE CLUB MIX)